# Drung
Drung (chiń. 独龙族; pinyin Dúlóngzú) – jedna z najmniejszych oficjalnie uznanych mniejszości narodowych w Chińskiej Republice Ludowej, licząca zaledwie ok. 6000 osób, z grupy ludów tybetańskich. Zamieszkuje północny Yunnan, wzdłuż rzeki Dulong, na pograniczu z Birmą, niewielkie grupy także w dolinie Saluinu. Inne ich nazwy to Derung, Dulonh, Dulong, Dulongzu, Qiu, Tulung, i Tulong.
Za czasów dynastii Tang i dynastii Song byli pod kontrolą  Królestw Nanzhao i Dali, a w późniejszym tusi, samodzielnych władców wasalnych, nominowanych przez Cesarstwo Chińskie spośród Naxi i klasztorów tybetańskich. Ponadto część popadła w niewolę u Lisu. Mimo tych zagrożeń zewnętrznych, okazali się dość odporni na akulturację i opierają się jej także dziś; m.in. Zachowali charakterystyczny strój, z pasiastego materiału konopnego, z którego drapuje się okrycia, spódnice, a w nocy używa jako koca. Zanikł natomiast zwyczaj tatuowania dziewczynkom tradycyjnych wzorów na twarzy po osiągnięciu dojrzałości.
Drungowie są głównie rolnikami, tradycyjnie posługiwali technikami żarowymi; uprawiając pszenicę, fasolę i kukurydzę; większość produkcji zużywali sami i nie uczestniczyli w szerszej wymianie handlowej z innymi regionami; za czasów ChRL państwo promuje wśród nich uprawę ryżu na polach zalewowych, na wzór chiński.
Dawna struktura społeczna opierała się na piętnastu patrylinearnych, egzogamicznych klanach, które posiadały wzgórza, lasy i pastwiska. Dzieliły się na wioski, zamieszkałe przez rozbudowane rodziny; naczelnicy wiosek rozdzielali ziemie, które były własnością wspólnoty, między konkretne gospodarstwa. W ramach reformy rolnej władze ChRL skomunalizowały ich ziemie, zmuszając Drungów do pracy w grupach nie-rodzinnych, ale Drungowie opierali się kolektywizacji, często przenosząc wioski  w wyższe, niedostępne dla urzędników góry.
Małżeństwa aranżowali rodzice; rodzicom panny młodej płacono „cenę” w postaci bydła, metalowych naczyń i materiałów na ubrania. Nowa para mieszkała z rodziną męża (obecnie instytucja wielopokoleniowego domu zanika). Drungowie byli zazwyczaj monogamiczni, poligamia była stosunkowo nieliczna, często w formie lewiratu. Kobiety uczestniczyły w pracach polowych, a w domu nadzorowały podział dóbr, a ich zdanie się liczyło.
Animizm jest podstawową religią, szamani kierują życiem religijnym. Drungowie w znacznej mierze ulegli chrystianizacji prowadzonej przez misjonarzy protestanckich i w latach 1950. prawie jedna trzecia deklarowała się jako chrześcijanie.
Mówią językiem derung z grupy jingpo tybeto-birmańskiej rodziny języków. Język ten dzieli się na dwa dialekty: dulonghe, którym mówią Drungowie, i Nujiang, używanym przez Nu. Większość mówi też po chińsku.